# 石碇區
24°59′30″N 121°39′31″E / 24.9916787°N 121.6585671°E
石碇區，前身「石碇鄉」，位於臺灣新北市中央，臺北市的東南方。行政區域呈一長條狀，南北長約13.67公里，面積約有144平方公里:32。地形以丘陵為主，地勢崎嶇且河谷平原狹小，腹地不大，因此聚落主要分布在河川兩側狹小的河階平原或者淺山丘陵地區。境內的翡翠水庫是提供大臺北地區民生用水的來源，其有九成水庫蓄水區位於石碇區內，因此為重要的水源保護區。
石碇區居臺北與宜蘭之間，為清代淡蘭古道的中途站之一，交通路線的往來帶動了石碇街市的發展，戰後則有北宜公路的開通，因此在國道五號通車之前，是臺北與宜蘭的重要中繼站之一。此外，由於石碇區曾為清代茶葉買賣集散地，後隨煤礦業的發展，發展重心自西街移到東街一帶，為早年商家進行交易買賣地點，日用百貨具備，商業交易頻繁，故有「小迪化街」的美譽。

## 地名由來
「石碇」地名由來主要有兩種說法，第一說乃因石碇地區溪中甚多巨石，鄉民過溪，常須跨越橫豎在溪中的大石頭，像是踩上石質門檻（臺語「戶碇」）一樣，故稱。另說則是小船停泊時必須繫在巨石之上，以固定船隻，「以石碇泊」，故稱 「石碇」。
古時另有石碇堡，但與位於文山堡的石碇位置不同。所以本區有一座所謂“石碇堡隧道”，應該是官方的命名錯誤。
石碇區內有小格頭、蓬菜寮、烏塗窟、雙溪、楓子林、大溪墘、松柏崎、排寮、新興坑、鹿窟、石碇、玉桂嶺、員潭子坑、崩山、火燒樟、乾溝等聚落。

## 地理

### 位置
石碇區位於新北市中央，臺北市的東南方，北毗平溪區、汐止區、臺北市南港區，西臨深坑區、新店區、臺北市文山區，東鄰坪林區，南接烏來區:32。

### 人口
戰後初期，石碇鄉的人口緩慢減少，1946年時石碇鄉的人口計有10,292人，到了1951年時已下降至8,987人。之後逐年回升至1968年達到最顛峰，計有13,435人，再度轉為逐年減少，至1988年止已下降到7,009人，此後人口多呈漲跌互見:101。
根據新北市政府民政局統計，2024年底石碇區戶數約3.3千戶，人口約7.1千人，區內人口最多與最少的里分別是格頭里與光明里，2024年底兩里人口分別為1,050人與264人；人口密度最高與最低的里分別是石碇里與永安里，2024年底兩里人口密度分別為每平方公里315人與14人:33。

## 政治

### 歷任首長
石碇鄉鄉長
- 第一、二屆：高筆能
- 第三、四屆：張陳
- 第五、六屆：王鍾明
- 第六屆補選：方賀田
- 第七屆：方賀田
- 第八、九屆：高義秀
- 第十、十一屆：王銘忠
- 第十二、十三屆：魏良道
- 第十四、十五屆：葉榮華

石碇區區長
- 第1任：盧文聰
- 第2任：吳金印
- 第3任：黃詩芳
- 第4任：洪崇璉
- 第5任：李浩榕
- 第6任：劉彥伯
- 第7任：林今權
- 第8任：王思凱

### 區政組織
石碇區公所是新北市政府在石碇區的派出機關，在中華民國政府架構中為市政府綜理區政的執行機關，上級業務監督機關為新北市政府。区长由市長任命，其任期為無任期保障。在區長及主任秘書之下，設有4課3室等7個內部單位。

### 行政區
現今石碇區行政範圍的確立，來自於1920年，日本將臺灣十二廳改為五州二廳，設石碇庄屬臺北州文山郡:132。石碇庄轄小格頭、蓬菜寮、烏塗窟、雙溪、楓子林、大溪墘、松柏崎、排寮、新興坑、鹿窟、石碇、玉桂嶺、員潭子坑、崩山等14個大字:132－133。1945年12月，改為「石碇鄉」，屬臺北縣文山區。1950年9月，裁撤區署，石碇鄉改直隸於臺北縣:136。2010年12月25日，臺北縣改制為直轄市，石碇鄉改制為市轄區「石碇區」，隸屬新北市。石碇區的行政區劃轄有光明里、彭山里、永安里、永定里、中民里、格頭里、豐田里、隆盛里、烏塗里、潭邊里、石碇里、豐林里等12里，共計107鄰。

### 警政治安
- 內政部警政署國道公路警察局第九警察隊石碇分隊
- 新北市政府警察局新店分局
  - 石碇分駐所
  - 中民派出所
  - 楓子林派出所
  - 豐田派出所
  - 碧山派出所

## 教育

### 大專院校
- 華梵大學

### 高級中等學校
- 新北市立石碇高級中學

### 國民中學
- 新北市立石碇高級中學國中部

### 國民小學
- 新北市石碇區石碇國民小學
- 新北市石碇區雲海國民小學
- 新北市石碇區和平國民小學
- 新北市石碇區永定國民小學

### 幼兒園
- 新北市石碇區永定國民小學幼兒園
- 新北市立石碇幼兒園(豐林里)
- 新北市立石碇幼兒園(中民里)

### 圖書館
- 新北市立圖書館石碇分館

## 交通

### 國道
- 國道五號
  - 4 石碇石碇交流道

### 省道
- 北宜路連接新北市內 新店區←石碇區→坪林區

### 市道
- 靜安路一段連接新北市內 深坑區北深路一段←石碇區→平溪區
- 文山路一段連接新北市內 深坑區文山路一段
- 碇坪路一段連接新北市內 石碇區靜安路一段→坪林區國中路

### 鄉道
- 北32線（新興坑路）
- 北33線（汐碇路）
- 北47線（碇格路）
- 北47-1線（烏塗～十股寮）

### 公車

#### 臺北聯營公車
- 聯營660 （深坑 - 圓環）
- 聯營949 （深坑 - 經國道三號甲線 - 捷運古亭站)
- 聯營912 （深坑 - 經信義快速道路 - 捷運市政府站）
- 聯營小5 （捷運昆陽站 - 光明寺）
- 新北795（木柵 - 平溪，台灣好行木柵平溪線）
- 新北666(景美 - 華梵大學、景美 - 烏塗窟、景美 - 皇帝殿)
- 新北923（坪林 -經國道五號、文山路及國道三號 - 捷運新店站）
- 新北綠12（捷運新店站 - 坪林）
- 新北819副(捷運景美站 - 雙溪口）

### 輕軌
新北捷運
目前尚無捷運路線，惟有規劃深坑輕軌路線
- █ 深坑輕軌：石碇服務區站

## 旅遊
- 石碇集順廟明德宮
- 八分寮福德宮
- 石碇虎爺公廟（石碇伏虎宮）
- 二格公園
- 石碇五路財神廟
- 石碇姑娘廟
- 筆架山登山步道系統
- 橫翠微蝴蝶館
- 石碇老街
- 皇帝殿山登山步道
- 翡翠水庫
- 三才靈芝農場民宿
- 石碇手工麵線
- 千島湖
- 石碇竹柏苑手工柴燒麥芽

## 外部連結
- 石碇區公所 （页面存档备份，存于）
- 石碇區衛生所 （页面存档备份，存于）